# دیگو گالوان
دیگو گالوان (انگلیسی: Diego Galván؛ زادهٔ ۱۹ مارس ۱۹۸۲) بازیکن فوتبال اهل آرژانتین است.
از باشگاه‌هایی که در آن بازی کرده‌است می‌توان به باشگاه فوتبال ریور پلاته، باشگاه فوتبال آرسنال ساراندی، باشگاه فوتبال لانوس، باشگاه فوتبال استودیانتس، و باشگاه فوتبال بیرامار اشاره کرد.